# Kaiser-Wilhelm-I.-Denkmal (Nürnberg)

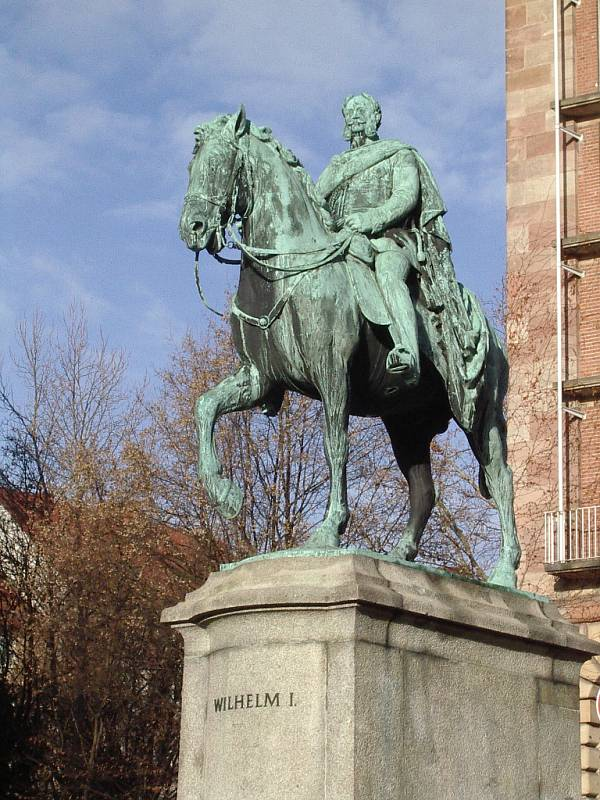
Kaiser Wilhelm I. zu Pferde

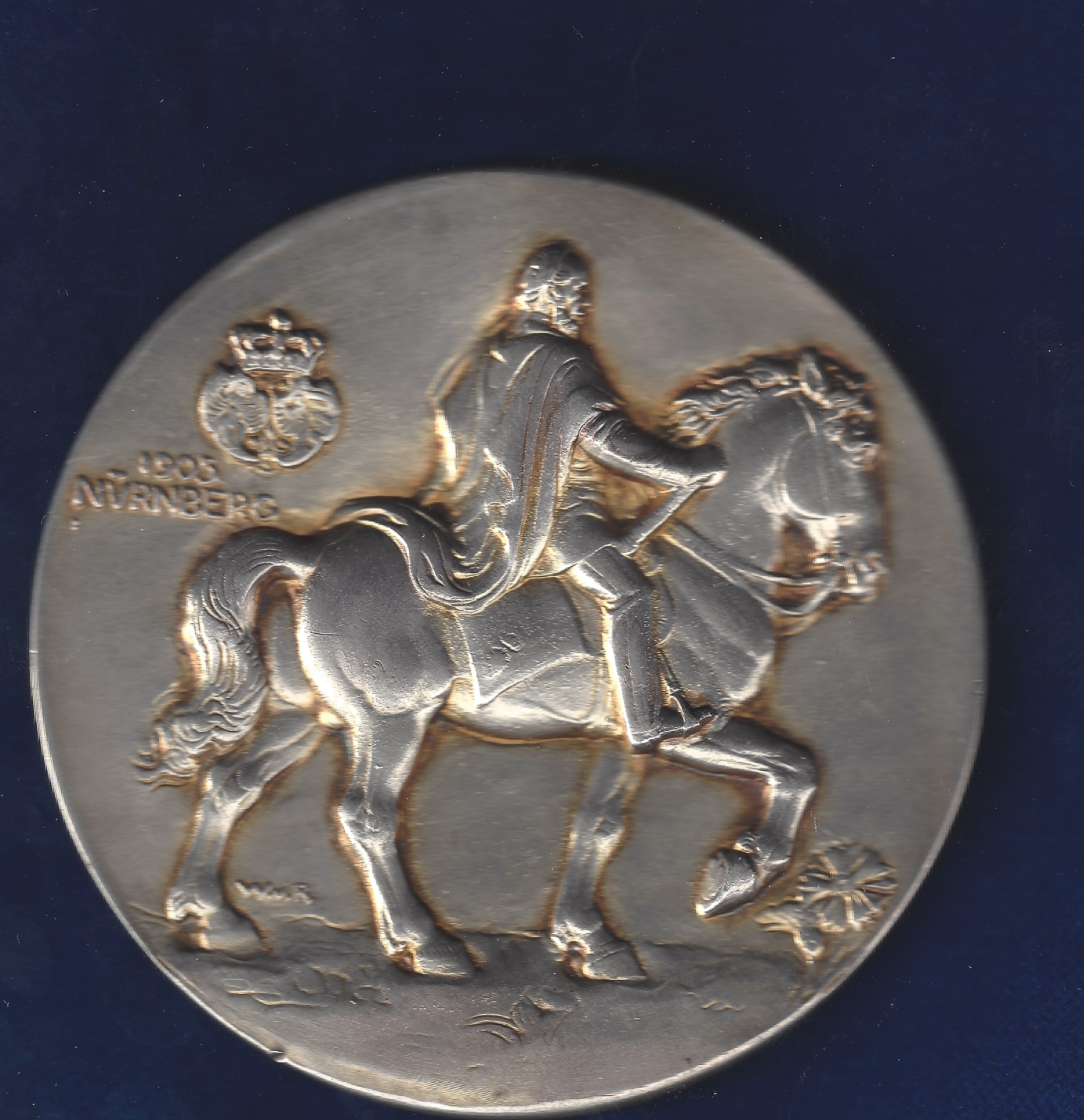
Rückseite der Medaille von Ruemann auf die Einweihung des Denkmals am 14. Dezember 1905. Diese große Erinnerungsmedaille wurde von der Stadt Nürnberg den fürstlichen Gästen der Denkmalsenthüllung überreicht.

Das Kaiser-Wilhelm-I.-Denkmal vor der Egidienkirche am Egidienplatz in Nürnberg wurde am 14. November 1905 enthüllt.
In einem 1895 durchgeführten Künstlerwettbewerb setzte sich der Entwurf des Bildhauers Syrius Eberle durch. Nach Eberles Tod 1903 wurde der Entwurf durch Wilhelm von Rümann weiter ausgearbeitet. Schließlich wurde das Reiterstandbild von Ernst Lenz in Nürnberg gegossen.
Den Anstoß zu diesem Denkmal gab Bürgermeister Otto Stromer von Reichenbach. Die Finanzierung erfolgte aus einem städtischen Kunstfonds sowie durch öffentliche Spendensammlungen und eine hohe zweckgebundene Zuwendung von Ludwig Ritter von Gerngroß.

## Historischer Hintergrund
Das Reiterstandbild Wilhelms I., das einzige dieser Größe in Bayern, war seinerzeit durchaus ein Politikum. Die Huldigung des preußischen Hohenzollernkaisers und Gründers des zweiten Deutschen Kaiserreichs durch ein überlebensgroßes Reiterbild in exponierter Innenstadtlage auf dem Egidienberg wurde im überwiegend evangelischen Nürnberg und seinem jahrhundertelang von den Hohenzollern beherrschten und nachhaltig kulturell geprägten Umland durchaus auch demonstrativ als Hinwendung zum Deutschen Reich und damit als Distanzierung vom Königreich Bayern, dem Nürnberg erst 1806 zugefallen war und dabei zur einfachen ’Provinzstadt’ herabgestuft wurde, verstanden. Insbesondere ab 1871 wurde Preußen in weiten Teilen Frankens als ’kulturelle Schutzmacht’ gegen die umfassende Vereinnahmung in das zentralistisch organisierte, überwiegend katholische Bayern angesehen. Diese Intention wird besonders vor dem Hintergrund deutlich, dass es in Nürnberg kein Denkmal für einen bayerischen König gibt und gab; nur dem frankenfreundlich gesinnten Prinzregenten Luitpold wurde außerhalb der Altstadt auf dem verkehrsreichen Bahnhofsplatz ein erheblich kleineres Denkmal gesetzt. Die gesamtdeutsch fühlenden Stifter trugen dem überwiegenden Selbstverständnis der Bürgerschaft der vormaligen Reichs- und Kaiserstadt Nürnberg Rechnung und wollten damit im zweiten Kaiserreich auch an die Tradition der Kaiserstadt im 1802 untergegangenen Heiligen Römischen Reich Deutscher Nation ideell anknüpfen.

## Weitere Geschichte/Gegenwart
Das Denkmal überlebte 1918/1919 das Ende der Monarchie, ohne dass vereinzelte Forderungen nach Beseitigung Gehör fanden. Im Zweiten Weltkrieg wurde es vor der bereits behördlich angeordneten Einschmelzung unter unbekannten Umständen bewahrt. Es überlebte die Bombardements des Zweiten Weltkriegs inmitten einer Trümmerwüste, nur der Häuserkampf im April 1945 hinterließ einige Spuren. Der Leib des Pferdes zeigt mehrere Einschusslöcher, die von Kampfhandlungen 1945 herrühren, insoweit ist das Denkmal auch eines der wenigen Zeitzeugnisse, an dem die Kriegsspuren noch unmittelbar sichtbar sind.
Der heute verkehrsabseitigen Lage des Egidienplatzes wegen war das Monument auch in der Nachkriegszeit der Verkehrsplanung nicht im Wege und steht heute noch im Originalzustand des Aufstellungsjahres.
Erst 2010 wurde seitens der Stadtverwaltung (Baureferat/Stadtplanungsamt) im Rahmen der Umgestaltungsvorschläge zum Egidienplatz vorgeschlagen das Denkmal zu entfernen oder umzusetzen. Nachdem hierzu nachhaltige Kritik aus der Bevölkerung aufkam, wird der Plan aktuell nicht weiter verfolgt.